# Port Macquarie-Hastings
Port Macquarie-Hastings är en kommun i Australien. Den ligger i delstaten New South Wales, i den sydöstra delen av landet, omkring 300 kilometer nordost om delstatshuvudstaden Sydney. Antalet invånare var 78 539 vid folkräkningen 2016.
Följande samhällen finns i Port Macquarie-Hastings:
- Port Macquarie
- Wauchope
- North Shore
- Camden Haven
- North Haven
- Kendall
- Kew
- Cooperabung
- Comboyne
- Dunbogan
- Lorne
- Mortons Creek
- Ellenborough
- Byabarra